# Albo d'oro della Coppa Intercontinentale
Elenco dei vincitori delle 43 edizioni di Coppa Intercontinentale disputate dal 1960 al 2004 e organizzate congiuntamente dalla Union of European Football Associations (UEFA) e dalla Confederazione Sudamericana del Calcio (CONMEBOL).
La Coppa Intercontinentale era riconosciuta direttamente dalla UEFA e dalla CONMEBOL, e indirettamente dalla Federazione Internazionale del Calcio (FIFA), come un titolo mondiale de facto, in virtù della superiorità sportiva che entrambe le confederazioni organizzatrici della manifestazione allora vantavano e tuttora vantano, seppur in maniera minore per quel che riguarda il calcio sudamericano, indebolito a causa della sempre maggiore permeabilità delle frontiere europee che attraggono nella Champions League i più forti calciatori sudamericani e di tutto il pianeta. In particolare, la FIFA (la quale si è limitata, inizialmente, ad autorizzare la creazione di competizioni in ambito internazionale indirizzate ai club solo nel caso in cui fossero organizzate almeno da due associazioni membro, salvo poi assegnare alle confederazioni la responsabilità esclusiva per organizzarle) considera la Coppa del mondo per club, competizione da essa istituita nel 2005 come rimpiazzo della Coppa Intercontinentale, quale manifestazione prosecutrice di quest'ultima. Inoltre, nel 2017 la FIFA ha ufficialmente equiparato i titoli della Coppa del mondo per club e della Coppa Intercontinentale, riconoscendo i vincitori dell'Intercontinentale come detentori del titolo di "campione del mondo FIFA", inizialmente attribuito soltanto ai vincitori della Coppa del mondo per club.

## Albo d'oro

### Coppa Intercontinentale dei Club Campioni (1960-1979)
Finali con andata e ritorno:
1960
| Montevideo 3 luglio 1960, ore 19:30 Andata | Peñarol   | 0 – 0 referto | Real Madrid | Stadio del Centenario (71 872 spett.)\| Arbitro: \| Praddaude \| |
| Arbitro:                                   | Praddaude |               |             |                                                                  |

| Arbitro: | Aston |

|                                                     |           |             |
| Puskás 3’, 9’ di Stéfano 4’ Herrera 45+1’ Gento 51’ | Marcatori | 66’ Spencer |

 Real Madrid campione con 3 punti
1961
| Arbitro: | Huber |

|            |           |  |
| Coluna 60’ | Marcatori |  |

| Arbitro: | Nay Foino |

|                                                 |           |  |
| Sasía 10’ (rig.) Joya 18’, 28’ Spencer 42’, 58’ | Marcatori |  |

| Arbitro: | Praddaude |

|                      |           |             |
| Sasía 5’, 40’ (rig.) | Marcatori | 35’ Eusébio |

 Peñarol campione dopo lo spareggio
1962
| Arbitro: | Cabrera |

|                            |           |                  |
| Pelé 31’, 85’ Coutinho 64’ | Marcatori | 58’, 87’ Santana |

| Arbitro: | Pierre Schwinte |

|                         |           |                                          |
| Eusébio 85’ Santana 89’ | Marcatori | 15’, 25’, 64’ Pelé 48’ Coutinho 77’ Pepe |

 Santos campione con 4 punti
1963
| Arbitro: | Alfred Habefellner |

|                                          |           |                      |
| Trapattoni 3’ Amarildo 15’, 67’ Mora 82’ | Marcatori | 55’, 84’ (rig.) Pelé |

| Arbitro: | Juan Brozzi |

|                                  |           |                       |
| Pepe 50’, 68’ Almir 54’ Lima 65’ | Marcatori | 12’ Altafini 17’ Mora |

| Arbitro: | Juan Brozzi |

|                         |           |  |
| Dalmo Gaspar 31’ (rig.) | Marcatori |  |

 Santos campione dopo spareggio
1964
| Arbitro: | Marques |

|               |           |  |
| Rodríguez 59’ | Marcatori |  |

| Arbitro: | Gere |

|                      |           |  |
| Mazzola 8’ Corso 39’ | Marcatori |  |

| Arbitro: | Ortiz de Mendibil |

|            |           |  |
| Corso 110’ | Marcatori |  |

 Inter campione dopo spareggio
1965
| Arbitro: | Rudolf Kreitlein |

|                           |           |  |
| Peiró 3’ Mazzola 22’, 59’ | Marcatori |  |

| Avellaneda 15 settembre 1965 Ritorno | Independiente | 0 – 0 referto | Inter | Estadio Libertadores de América (55 000 spett.)\| Arbitro: \| Yamasaki \| |
| Arbitro:                             | Yamasaki      |               |       |                                                                           |

 Inter campione con 3 punti
1966
| Arbitro: | Vicuña |

|                  |           |  |
| Spencer 12’, 74’ | Marcatori |  |

| Arbitro: | Lo Bello |

|  |           |                              |
|  | Marcatori | 30’ (rig.) Rocha 41’ Spencer |

 Peñarol campione con 4 punti
1967
| Arbitro: | Gardeazábal |

|             |           |  |
| McNeill 69’ | Marcatori |  |

| Arbitro: | Marino |

|                        |           |                    |
| Raffo 33’ Cárdenas 48’ | Marcatori | 21’ (rig.) Gemmell |

| Arbitro: | Pérez Osorio |

|              |           |  |
| Cárdenas 56’ | Marcatori |  |

 Racing Club campione dopo spareggio
1968
| Arbitro: | Sosa Miranda |

|                |           |  |
| Conigliaro 27’ | Marcatori |  |

| Arbitro: | Zečević |

|            |           |          |
| Morgan 89’ | Marcatori | 7’ Verón |

 Estudiantes (LP) campione con 3 punti
1969
| Arbitro: | Machin |

|                            |           |  |
| Sormani 8’, 71’ Combin 45’ | Marcatori |  |

| Arbitro: | Massaro |

|                                   |           |            |
| Conigliaro 43’ Aguirre Suárez 44’ | Marcatori | 30’ Rivera |

 Milan campione per 4-2
1970
| Arbitro: | Glöckner |

|                        |           |                       |
| Echecopar 6’ Verón 12’ | Marcatori | 21’ Wery 67’ Kindvall |

| Arbitro: | Tejada |

|               |           |  |
| van Daele 65’ | Marcatori |  |

 Feyenoord campione per 3-2
1971

Il Panathinaikos partecipa in seguito alla rinuncia dell'Ajax
| Arbitro: | Favilli Neto |

|                |           |            |
| Fylakourīs 48’ | Marcatori | 52’ Artime |

| Arbitro: | Mackenzie |

|                 |           |                |
| Artime 34’, 75’ | Marcatori | 90’ Fylakourīs |

 Nacional campione per 3-2
1972
| Arbitro: | Bakhramov |

|        |           |            |
| Sá 82’ | Marcatori | 6’ Cruijff |

| Arbitro: | Romei |

|                           |           |  |
| Neeskens 12’ Rep 65’, 80’ | Marcatori |  |

 Ajax campione per 4-1
1973

La Juventus partecipa in seguito alla rinuncia dell'Ajax. Si decise, caso unico fino al trasferimento in Giappone, di disputare una finale in partita secca
| Arbitro: | Delcourt |

|             |           |  |
| Bochini 80’ | Marcatori |  |

1974

L'Atletico Madrid partecipa in seguito alla rinuncia del Bayern Monaco
| Arbitro: | Charles Corver |

|              |           |  |
| Balbuena 34’ | Marcatori |  |

| Arbitro: | Carlos Robles |

|                       |           |  |
| Irureta 34’ Ayala 85’ | Marcatori |  |

 Atlético Madrid campione per 2-1
1975

Bayern Monaco-Independiente non disputata perché le squadre non sono riuscite ad accordarsi sulle date in cui disputare la competizione
1976
| Arbitro: | Luis Pestarino |

|                           |           |  |
| Müller 80’ Kapellmann 82’ | Marcatori |  |

| Belo Horizonte 21 dicembre 1976 Ritorno | Cruzeiro          | 0 – 0 referto | Bayern Monaco | Mineirão (123 715 spett.)\| Arbitro: \| Patrick Partridge \| |
| Arbitro:                                | Patrick Partridge |               |               |                                                              |

 Bayern Monaco campione per 2-0
1977

Il Borussia Mönchengladbach partecipa in seguito alla rinuncia del Liverpool
| Arbitro: | Nikola Doudine |

|                             |           |                       |
| Mastrángelo 34’ Ribolzi 51’ | Marcatori | 24’ Hannes 29’ Bonhof |

| Arbitro: | Roque Cerullo |

|  |           |                                       |
|  | Marcatori | 2’ Felman 33’ Mastrángelo 37’ Salinas |

 Boca Juniors campione per 5-2
1978

Liverpool-Boca Juniors non disputata perché le squadre non sono riuscite ad accordarsi sulle date in cui disputare la competizione
1979

Il Malmö partecipa in seguito alla rinuncia del Nottingham Forest
| Arbitro: | Patrick Partridge |

|  |           |           |
|  | Marcatori | 41’ Isasi |

| Arbitro: | Juan Daniel Cardellino |

|                                |           |                |
| Solalinde 39’ Michelagnoli 71’ | Marcatori | 46’ Erlandsson |

 Olimpia campione per 3-1

### Coppa Europeo-Sudamericana TOYOTA (1980-2004)
Finale in partita unica:
1980
| Arbitro: | Abraham Klein |

|               |           |  |
| Victorino 10’ | Marcatori |  |

1981
| Arbitro: | Rubio Vásquez |

|                           |           |  |
| Nunes 12’, 41’ Adílio 34’ | Marcatori |  |

1982
| Arbitro: | Luis Paulino Siles |

|                           |           |  |
| Jair Gaúcho 27’ Silva 68’ | Marcatori |  |

1983
| Arbitro: | Michel Vautrot |

|                 |           |              |
| Renato 37’, 93’ | Marcatori | 85’ Schröder |

1984
| Arbitro: | Romualdo Arppi Filho |

|              |           |  |
| Percudani 6’ | Marcatori |  |

1985
| Arbitro: | Volker Roth |

|                                     |                      |                             |
| Platini 63’ (rig.) Laudrup 83’      | Marcatori            | 55’ Ereros 75’ Castro       |
| Brio Cabrini Serena Laudrup Platini | Tiri di rigore 4 – 2 | Olguín Batista López Pavoni |

1986
| Arbitro: | José Martínez |

|               |           |  |
| Alzamendi 28’ | Marcatori |  |

1987
| Arbitro: | Franz Wöhrer |

|                                |           |           |
| Fernando Gomes 42’ Madjer 110’ | Marcatori | 80’ Viera |

1988
| Arbitro: | Jesús Díaz |

|                                                                                   |                      |                                                                           |
| Ostolaza 7’, 119’                                                                 | Marcatori            | 75’ Romário 110’ (rig.) Koeman                                            |
| Lemos Carreño Morán Castro De León De Lima Revelez Pintos Saldanha Ostolaza Gómez | Tiri di rigore 7 – 6 | Koeman Kieft Gillhaus Romário Lerby Ellerman Valckx Gerets Koot Van Aerle |

1989
| Arbitro: | Erik Fredriksson |

|            |           |  |
| Evani 119’ | Marcatori |  |

1990
| Arbitro: | José Roberto Wright |

|                               |           |  |
| Rijkaard 43’, 65’ Stroppa 62’ | Marcatori |  |

1991
| Arbitro: | Kurt Röthlisberger |

|                             |           |  |
| Jugović 19’, 58’ Pančev 72’ | Marcatori |  |

1992
| Arbitro: | Juan Carlos Loustau |

|              |           |              |
| Raí 27’, 78’ | Marcatori | 12’ Stoičkov |

1993

Il Milan partecipa in seguito alla squalifica dell'Olympique Marsiglia
| Arbitro: | Joël Quiniou |

|                                    |           |                       |
| Palhinha 19’ Cerezo 59’ Müller 87’ | Marcatori | 48’ Massaro 81’ Papin |

1994
| Arbitro: | José Torres Cadena |

|                            |           |  |
| Trotta 51’ (rig.) Asad 57’ | Marcatori |  |

1995
| Arbitro: | David Elleray |

|                                             |                      |                                 |
| Kluivert R. de Boer F. de Boer Finidi Blind | Tiri di rigore 4 – 3 | Dinho Arce Magno Gélson Adílson |

1996
| Arbitro: | Márcio Rezende |

|               |           |  |
| Del Piero 81’ | Marcatori |  |

1997
| Arbitro: | José María García-Aranda |

|                       |           |  |
| Zorc 34’ Herrlich 84’ | Marcatori |  |

1998
| Arbitro: | Mario Sánchez |

|                          |           |             |
| Nasa 25’ (aut.) Raúl 83’ | Marcatori | 56’ Juninho |

1999
| Arbitro: | Hellmut Krug |

|           |           |  |
| Keane 35’ | Marcatori |  |

2000
| Arbitro: | Óscar Ruiz |

|                |           |                    |
| Palermo 2’, 5’ | Marcatori | 11’ Roberto Carlos |

2001
| Arbitro: | Kim Milton Nielsen |

|              |           |  |
| Kuffour 109’ | Marcatori |  |

2002
| Arbitro: | Carlos Simon |

|                      |           |  |
| Ronaldo 14’ Guti 84’ | Marcatori |  |

2003
| Arbitro: | Valentin Ivanov |

|                                  |                      |                                    |
| Donnet 29’                       | Marcatori            | 23’ Tomasson                       |
| Schiavi Battaglia Donnet Cascini | Tiri di rigore 3 – 1 | Pirlo Rui Costa Seedorf Costacurta |

2004
| Arbitro: | Jorge Larrionda |

|                                                                                                 |                      |                                                                     |
| Diego Carlos Alberto Quaresma Maniche McCarthy Costinha Jorge Costa Ricardo Costa Pedro Emanuel | Tiri di rigore 8 – 7 | Vanegas Alcázar Rojas de Nigris Fabbro Velásquez Díaz Cataño García |

## Statistiche

### Vittorie per squadra
| Club              | Vittorie | Sconfitte | Edizioni vinte   |
| ----------------- | -------- | --------- | ---------------- |
| Milan             | 3        | 4         | 1969, 1989, 1990 |
| Peñarol           | 3        | 2         | 1961, 1966, 1982 |
| Real Madrid       | 3        | 2         | 1960, 1998, 2002 |
| Boca Juniors      | 3        | 1         | 1977, 2000, 2003 |
| Nacional          | 3        | 0         | 1971, 1980, 1988 |
| Independiente     | 2        | 4         | 1973, 1984       |
| Juventus          | 2        | 1         | 1985, 1996       |
| Santos            | 2        | 0         | 1962, 1963       |
| Inter             | 2        | 0         | 1964, 1965       |
| San Paolo         | 2        | 0         | 1992, 1993       |
| Ajax              | 2        | 0         | 1972, 1995       |
| Bayern Monaco     | 2        | 0         | 1976, 2001       |
| Porto             | 2        | 0         | 1987, 2004       |
| Estudiantes (LP)  | 1        | 2         | 1968             |
| Olimpia           | 1        | 2         | 1979             |
| Grêmio            | 1        | 1         | 1983             |
| River Plate       | 1        | 1         | 1986             |
| Racing Club       | 1        | 1         | 1967             |
| Manchester Utd    | 1        | 1         | 1999             |
| Feyenoord         | 1        | 0         | 1970             |
| Atlético Madrid   | 1        | 0         | 1974             |
| Flamengo          | 1        | 0         | 1981             |
| Stella Rossa      | 1        | 0         | 1991             |
| Vélez Sarsfield   | 1        | 0         | 1994             |
| Borussia Dortmund | 1        | 0         | 1997             |

### Vittorie per federazione
| Nazione     | Vittorie | N°Squadre | Anni                                                 |
| ----------- | -------- | --------- | ---------------------------------------------------- |
| Argentina   | 9        | 6         | 1967, 1968, 1973, 1977, 1984, 1986, 1994, 2000, 2003 |
| Italia      | 7        | 3         | 1964, 1965, 1969, 1985, 1989, 1990, 1996             |
| Uruguay     | 6        | 2         | 1961, 1966, 1971, 1980, 1982, 1988                   |
| Brasile     | 6        | 4         | 1962, 1963, 1981, 1983, 1992, 1993                   |
| Spagna      | 4        | 2         | 1960, 1974, 1998, 2002                               |
| Paesi Bassi | 3        | 2         | 1970, 1972, 1995                                     |
| Germania    | 3        | 2         | 1976, 1997, 2001                                     |
| Portogallo  | 2        | 1         | 1987, 2004                                           |
| Paraguay    | 1        | 1         | 1979                                                 |
| Jugoslavia  | 1        | 1         | 1991                                                 |
| Inghilterra | 1        | 1         | 1999                                                 |

### Vittorie per confederazione
| Confederazione | Vittorie | N°Nazioni | N°Squadre |
| -------------- | -------- | --------- | --------- |
| CONMEBOL       | 22       | 4         | 13        |
| UEFA           | 21       | 7         | 12        |

### Stadi
Elenco degli stadi in cui si sono disputate le partite della Coppa Intercontinentale.
| Numero di partite | Nome                                        | Edizioni |
| ----------------- | ------------------------------------------- | --- |
| 22                | Tokyo - National Stadium                    | 1980, 1981, 1982, 1983, 1984, 1985, 1986, 1987, 1988, 1989, 1990, 1991, 1992, 1993, 1994, 1995, 1996, 1997, 1998, 1999, 2000, 2001 |
| 6                 | Montevideo - Stadio del Centenario          | 1960, 1961 (2), 1966, 1967, 1971                                                                                                   |
| 4                 | Milano - San Siro                           | 1963, 1964, 1965, 1969 |
| 4                 | Avellaneda - Stadio Libertadores de América | 1964, 1965, 1972, 1974 |
| 4                 | Buenos Aires - La Bombonera                 | 1968, 1969, 1970, 1977 |
| 3                 | Madrid - Santiago Bernabeu                  | 1960, 1964, 1966 |
| 3                 | Rio de Janeiro - Maracanã                   | 1962, 1963 (2) |
| 3                 | Yokohama - International Stadium            | 2002, 2003, 2004 |
| 2                 | Lisbona - Stadio da Luz                     | 1961, 1962 |
| 1                 | Glasgow - Hampden Park                      | 1967 |
| 1                 | Avellaneda - Estadio El Cilindro            | 1967 |
| 1                 | Manchester - Old Trafford                   | 1968 |
| 1                 | Rotterdam - Stadio De Kuip                  | 1970 |
| 1                 | Atene - Stadio Geōrgios Karaiskakīs         | 1971 |
| 1                 | Amsterdam - Olympisch Stadion               | 1972 |
| 1                 | Roma - Stadio Olimpico                      | 1973 |
| 1                 | Madrid - Stadio Vicente Calderón            | 1974 |
| 1                 | Monaco di Baviera - Olympiastadion          | 1976 |
| 1                 | Belo Horizonte - Stadio Mineirão            | 1976 |
| 1                 | Karlsruhe - Wildparkstadion                 | 1977 |
| 1                 | Malmö - Malmö Stadion                       | 1979 |
| 1                 | Asunción - Stadio Defensores del Chaco      | 1967 |